# Долина квітів
«Долина квітів» (англ. Valley of Flowers) — художній фільм 2006 року спільного виробництва Франції, Німеччині, Індії та Японії.
Красива історія кохання і пошуку безсмертя, що зароджується в пісках Великого шовкового шляху, але руйнівні відносини старих вірних друзів. Де через фатальну помилку запускається  колесо Сансари — нескінченна низка перероджень ... Дивовижна гімалайська легенда про кохання, смерть і безсмертя, що розтягнулася більш ніж на два століття, яка закінчується у сучасному Токіо.

## Зміст
Джалан не знайшов щастя в рідних краях і став вигнанцем ще до того, як став бандитом. Тому він грабує каравани в Гімалаях і вважає це заняття своєю долею. В одному з караванів Джалан зустрів Ушну. Дівчина відразу побачила в ньому судженого. Джалан – означає полум'я, Ушна – значить вогонь. Ушна приносить банді удачу. Та хто вона і що у неї на думці – ніхто не знає. Адже демони, як вважають йоги, добре приховані усередині людини.